# Myristica grandifolia
Myristica grandifolia là một loài của thực vật thuộc họ Myristicaceae. Đây là loài đặc hữu của Fiji.